# Renzo Eusebi
Renzo Eusebi, (Montalto delle Marche, 18 de abril de 1946), és un pintor i escultor italià. Cofundador dels moviments artístics del Transvisionismo (1995) e GAD (Grup d'aniconisme dialèctic - 1997).